# Повелителите на руните
Повелителите на руните (на английски: The Runelords) е фентъзи поредица от американския писател Дейвид Фарланд. В света на Повелителите на руните съществува уникална магическа система по отношение на различните човешки способности като сила, ум, обаяние и пр. Тези способности могат да бъдат прехвърляни от един човек на друг. Хората, които са събрали голям брой такива способности (дарове) се наричат Владетели на руни, тъй като прехвърлянето на всяка способност става посредством специфична руна, която се поставя върху тялото на получателя на силата.

## Книги

### The Runelords (Повелителите на руни)
1. Даровете всечовешки (The Sum of All Men) (ISBN 954-585-402-2)
2. Вълчето братство (Brotherhood of the Wolf) (ISBN 954-585-404-9)
3. Родена магьосница (Wizardborn) (ISBN 954-585-415-4)
4. Леговище от кости (The Lair of Bones) (ISBN 954-585-471-5)

#### Scions of the Earth
1. Sons of the Oak (неиздадена на Български език)
2. Worldbinder (неиздадена на Български език)
3. The Wyrmling Horde (неиздадена на Български език)

## Главни герои
- Габорн Вал Орден
- Радж Атън
- Йоме
- Бинесман
- Ейвран
- Боренсон
- Мирима